# Stazione di Sumy
La stazione di Sumy è lo scalo ferroviario di Sumy nella omonima Oblast', parte nord-orientale dell'Ucraina, e risale alla seconda metà del XIX secolo. Si trova sulla linea che va in direzione nord ed è gestita dalla società pubblica Ukrzaliznycja.

## Storia

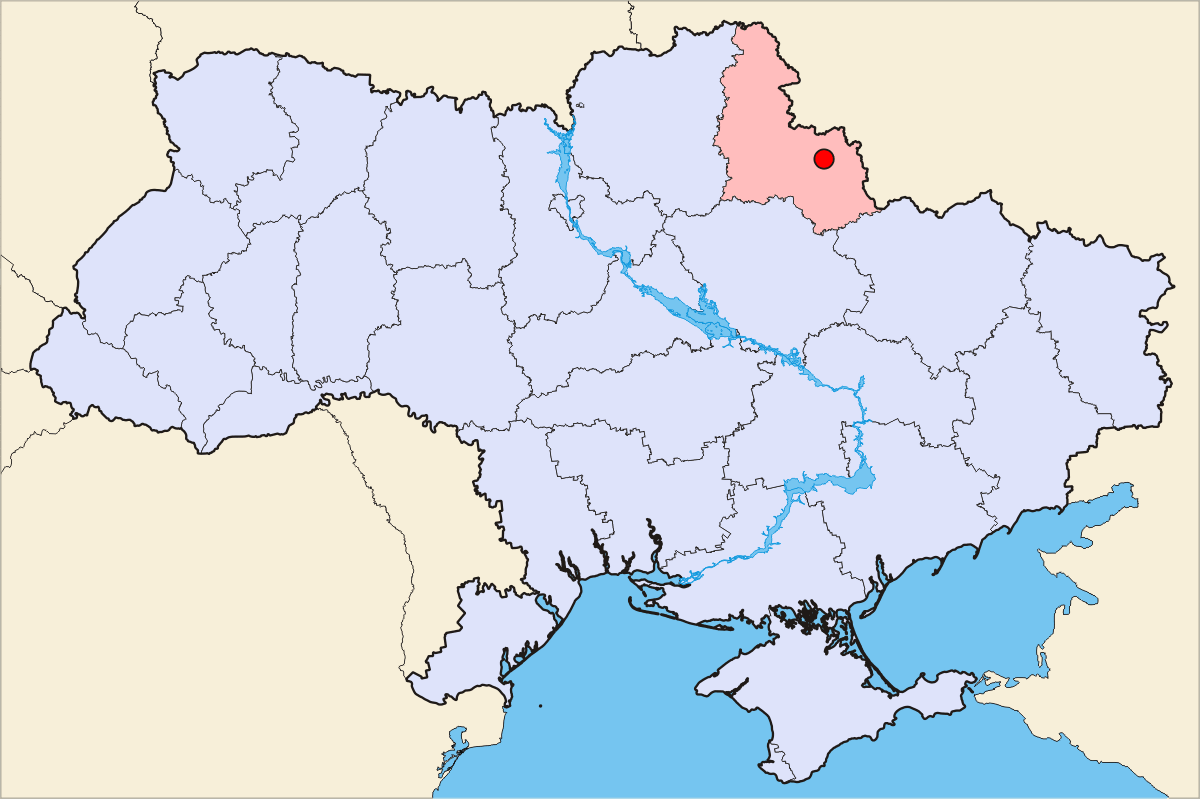
Posizione geografica della città di Sumy

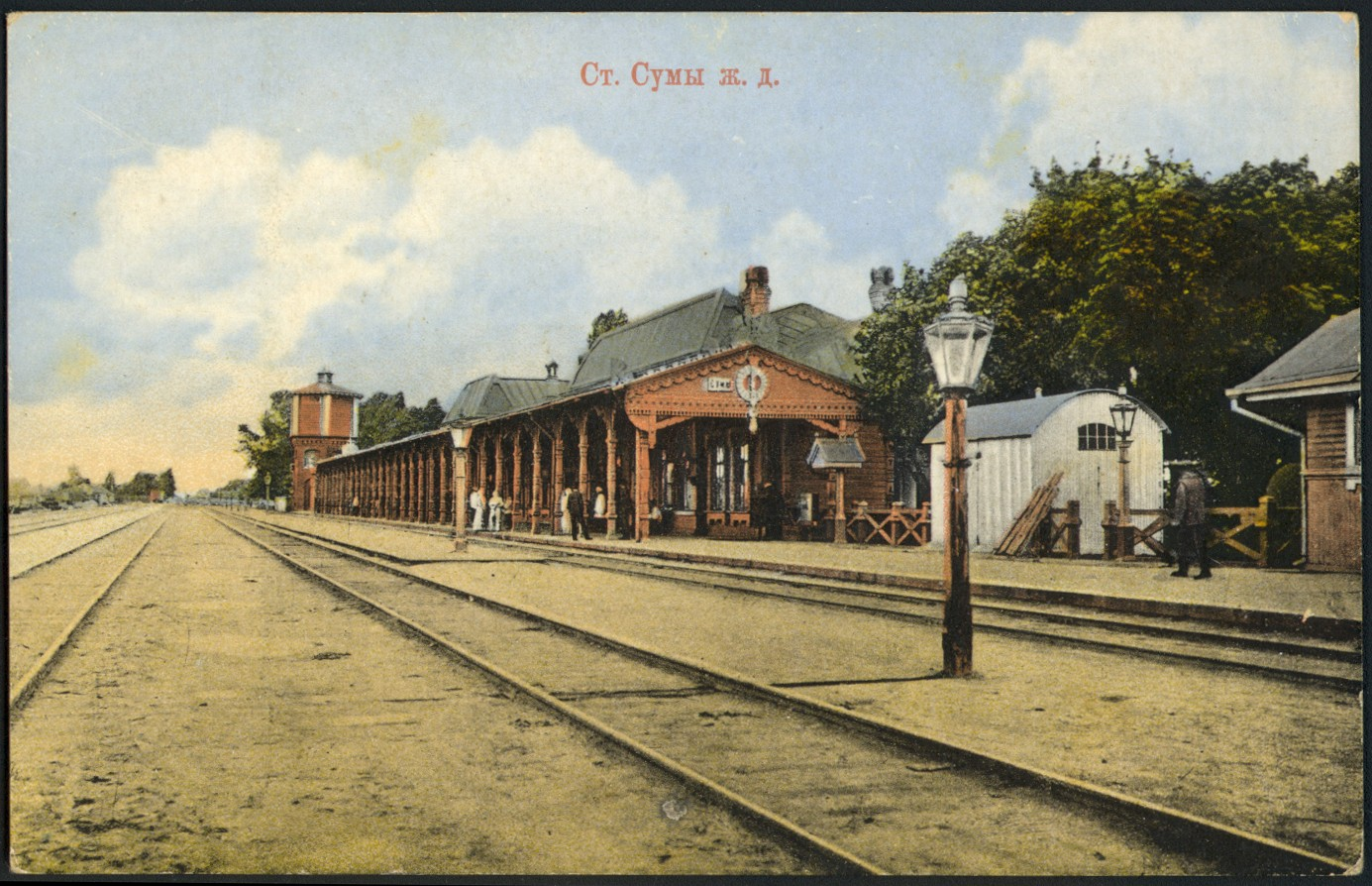
Antico edificio della stazione nel 1910

La linea ferroviaria che unisce Vorožba a Merefa nacque nel 1877 e in quel periodo vennero costruiti anche la stazione e il centro abitato di Sumy. La cittadina così si ampliò notevolmente conoscendo un grande sviluppo economico e culturale. La stazione entrò in servizio nel 1878 e prima dello scoppio della grande guerra vi arrivavano tre corse giornaliere. La struttura venne distrutta durante la seconda guerra mondiale e fu ricostruita nel 1948. Nel 1982 l'edificio storico è stato completamente rinnovato e circa vent'anni dopo, quando ormai l'Ucraina non era più una repubblica sovietica, è stato ricostruito con nuovi spazi per i passeggeri e nuove biglietterie.

## Descrizione
Geograficamente la stazione è molto vicina al confine con la Russia; si trova sulla linea che collega Kiev con Kursk e vi operano le ferrovie russe della Rossijskie železnye dorogi.

## Strutture e servizi
La stazione opera 24 ore su 24, con convogli merci e treni passeggeri a lunga percorrenza, treni extraurbani e regionali. Offre i normali servizi di assistenza viaggiatori e inerenti ai documenti di trasporto a lunga distanza, al deposito, servizi igienici e altri. Accanto alla stazione, nella piazza della Stazione, vi sono le fermate dei mezzi pubblici urbani. Sumy è collegato giornalmente, oltre che col territorio russo, anche con la stazione di Minsk-Pasažyrski in Bielorussia, e con le più importanti stazioni in Ucraina come quelle di Kiev, di Šostka, di Charkiv e di Leopoli.